# بلنیم
بلنیم (به لاتین: Blenheim) یک منطقهٔ مسکونی در نیوزیلند است که در Marlborough Region واقع شده‌است. بلنیم ۱۰۳٫۸۹ کیلومتر مربع مساحت دارد.